# Борисов, Анатолий Александрович (географ)
Борисов Анатолий Александрович (23 марта 1912 г., Малмыж — 2010 г.) — российский деятель науки и образования, географ-климатолог. Доцент, профессор кафедры климатологии ЛГУ (1946—1969); зав. кафедрой географии (1969—1976), проректор по научной работе, ректор (1971—1975) КГУ, Доктор географических наук (1956).

## Биография
Отец работал массажистом, мама — медработником. После окончания средней школы в 1930 г. Анатолий Александрович поступил на географический факультет Ленинградского (Санкт-Петербургского) государственного университета. Во время его учёбы на географическом факультете преподавали такие известные ученые как Л. С. Берг, а кафедру климатологии возглавлял А. А. Каминский, усилиями которого в 1925 г. была организована эта кафедра. Окончил ЛГУ (1935).
После завершения аспирантуры в 1940 г. Борисов А. А. защитил кандидатскую диссертацию. После защиты диссертации Анатолий Александрович работал ассистентом на географическом факультете Ленинградского государственного университета. С 1941 по 1946 г. находился в рядах Советской армии, воевал на Ленинградском, Волховском и Северо-Кавказском фронтах, награждён орденом «Отечественной войны 1 степени», медалями «За победу над Германией», «За оборону Ленинграда». После Великой Отечественной войны в 1946 г. А. А. Борисов вернулся в Ленинградский государственный университет, работал доцентом на кафедре климатологии географического факультета.
Его оригинальный учебник «Климаты СССР» был переведен на английский язык и издан в Великобритании.
Как настоящий географ-исследователь А. А. Борисов участвовал в экспедициях на Памир, Кавказ, Крым, Заполярье и в другие регионы СССР. Им построена ландшафтно-климатическая карта СССР. В его работах исследуется климат Крыма, колебания климата Крыма за историческое время. Ряд работ посвящены описанию метеорологических наблюдений, климата и географии Финляндии.
В 1969—1970 гг. он был проректором по научной работе, а с 1971 г. — ректором Калининградского государственного университета. Работая в Калининградском университете, он организовал теоретический научный семинар, создал лекторскую группу, руководил комплексной научной экспедицией географического факультета Калининградского университета по изучению природных ресурсов и окружающей среды Калининградской области. Были созданы две научные лаборатории по новым проблемам географии, открыты новые факультеты, музей И. Канта. Для работы в Калининградском университете были приглашены доктора и кандидаты наук.
В 1976 г. Анатолий Александрович возвратился в Ленинград, где продолжил научную, педагогическую и общественную работу в Ленинградском университете.
Похоронен на Смоленском православном кладбище Санкт-Петербурга.

## Научная деятельность
Источник — электронные каталоги РНБ
- Климатология : учеб. пособие для гидрометеорол. техникумов / А. А. Борисов. — Ленинград : Гидрометеоиздат, 1949 г.
- Изменился ли климат Ленинграда. — 2-е изд. д : Изд-во Ленингр. ун-та, 1967.
- Палеоклиматы территории СССР / Ленингр. ордена Ленина гос. ун-т им. А. А. Жданова. — Ленинград: Изд-во Ленингр. ун-та, 1965.
- Климаты СССР. — 3-е изд., доп. и перераб.. — Москва: Просвещение, 1967.
- Климаты СССР : [Учеб. пособие для геогр. фак. ун-тов и пед. ин-тов]. — Москва: Учпедгиз. Образцовая тип., 1948.

## Награды
- Орден Отечественной войны (1945).
- Медаль «За победу над Германией».
- Медаль «За оборону Ленинграда».